# Hippospongia communis
La esponja común o esponja de caballo (Hippospongia communis) es una especie de porífero de la familia Spongiidae. Su coloración exterior es rojiza o negra grisácea y la interior roja. Es propia del océano Atlántico y el mar Mediterráneo. Se encuentra a gran profundidad, principalmente en fondos rocosos y cavidades.